# Saint-Martin-d'Écublei
 Saint-Martin-d'Écublei  es una población y comuna francesa, situada en la región de Baja Normandía, departamento de Orne, en el distrito de Mortagne-au-Perche y cantón de L'Aigle-Est.

## Demografía
| 349 | 328 | 322 | 405 | 505 | 499 |
| Para los censos de 1962 a 1999 la población legal corresponde a la población sin duplicidades (Fuente: INSEE [Consultar]) |     |     |     |     |     |